# Tratatul de la Asunción
Tratatul de la Asunción din 26 martie 1991 a fost semnat între Argentina, Brazilia, Paraguay și Uruguay la Asunción, capitala Paraguay-ului, de unde îi vine numele. Cu el s-a creat Mercosur.

## Antecedente
Acest tratat a dat naștere schemei de integrare economică intitulată "Piața comună a sudului". Inițial s-a stabilit un program de eliminare ale taxelor si impozitelor din importuri/exporturi, eliminări progresive , lineale și automatice cu scop de a se converti în zonă liberă comercială în 31 decembrie 1994 , intitulându-se această primă etapă "perioada de tranziție".În plus , Tratatul conține diferite clauze programatice referitoare la constituția unei uniuni vamale și la armonizarea politicilor macroeconomice .
Structura instituțională pentru prima perioadă al aceste scheme a fost compusa din două organe principale : Consiliul Pieței Comune ( CMC , emisorul de "decizii" )și Grupul Pieții Comune ( GMC , emisorul "rezolutiunilor" ) .

## Anexe
Tratatul de la Asunción conține 5 anexe : 
(a) Prima Anexă a stabilit programa de eliberare comercială , protocol stabilit în ALADI prin intermediul acordului de obținere parțială a complementării economice numărul 18 ;
(b) A doua Anexă a incorporat un regim de origine pentru perioada de tranziție , substituit în perioada următoare de uniunea vamală cu regimul stabilit de deciziile 6/94 și 23/94 a le Consiliului Pieței Comune ;
(c) A treia Anexă a regularizat procedeul de soluționare ale controverselor , după care a fost înlocuit de sistemul arbitral introdus de Protocolul Brasilia și de sistemul de reclamatiuni din cadrul Comisiei de Comerț al Mercosur ( sistem incorporat al anexei din Protocolul Ouro Preto ) ;
(d) A patra Anexă a relaționat aplicarea de garanții , care cum era prevăzut trebuia sa se încheie la finele perioadei de tranziție ; și 
(e) A cincea Anexă, care a creat diferite subgrupuri de lucrări de integrare a organului executiv in schemă , Grupul Pieței Comune . Aceste subgrupuri au fost modificate în etapa consolidării uniunii vamale .